# Gérson da Silva
Gérson Pereira da Silva, ou apenas Gérson da Silva (Santos, 23 de setembro de 1965 — Guarujá, 17 de maio de 1994), foi um futebolista brasileiro que atuou como atacante.
Goleador, marcou 166 gols em 291 jogos entre 1985 a 1993.
Foi artilheiro de três das quatro primeiras edições da Copa do Brasil (1989 e 1991 pelo Atlético-MG, 1992 pelo Internacional; a primeira foi a estreia da competição). Empatado com Léo Gamalho e Gabriel Barbosa é o jogador que possui mais artilharias.
Foi o primeiro caso de atleta contaminado pelo vírus da Aids no esporte brasileiro.

## Carreira
Começou a se destacar aos 18 anos, quando foi artilheiro da Copa São Paulo de Futebol Júnior de 1984, jogando pelo pelo Santos. Foi campeão Sul-americano e Mundial pela Seleção Brasileira de base. Sua estreia entre os profissionais já havia sido em 1983, no dia 6 de março, no empate contra o Moto Club em jogo válido pelo Brasileirão de 1983.
Depois de ter passado pelo Guarani de Campinas e Paulista de Jundiaí, tornou-se ídolo no Atlético Mineiro. Em 1991, ajudou o clube a construir a maior goleada de todos os tempos na Copa do Brasil: 11–0 no Caiçara Esporte Clube, de Campo Maior (PI), no Estádio Independência, em Belo Horizonte, tendo anotado cinco gols neste jogo. Antes, na primeira partida com o time nordestino, vencida por 1–0, fez o gol do jogo. O Galo viria a ser desclassificado na fase seguinte (oitavas), após duas derrotas de 1–0 para o futuro campeão Criciúma. Os seis gols lhe renderam o posto de goleador da competição.
No Internacional, onde era conhecido carinhosamente como "Nego Gérson", fez alguns belíssimos gols e foi peça fundamental nas campanhas vitoriosas da Copa do Brasil de 1992 (quando marcou 9 dos 18 gols do time) e do bicampeonato gaúcho, conquistado apenas 10 dias depois.
Na época que o Colorado, levantou a Copa do Brasil, o então técnico Antônio Lopes teria sido alertado acerca do estado clínico de seu goleador, que em maio de 1992 foi positivado em exame pela Aids. Contudo, ao invés de afastá-lo do grupo, Lopes o manteve entre os titulares. O técnico confirmou que se utilizou do exemplo do basquetebolista Magic Johnson, medalha de ouro nas Olimpíadas de Barcelona meses antes, para motivar seu camisa 9. Na época, o camisa 9 disse que estava com caxumba.
Gerson marcou seu último gol no dia 27 de fevereiro de 1993, em um amistoso do Inter contra a Seleção de Capão da Canoa, do Rio Grande do Sul. Naquele mesmo ano, o atacante recebeu passe livre do time gaúcho.

## Morte
Morreu em 1994, alguns meses depois de ter deixado de treinar por problemas de saúde, vítima de parada cardíaca, após passar dois meses internado no Hospital Santo Amaro, no Guarujá. Na época, o diretor clínico do hospital alegou neurotoxoplasmose.
Recentemente médicos declararam que o centroavante provavelmente nunca teria recebido o devido tratamento na época por falta de avanços na área, e que estava aparentemente com o estado psicológico abalado, possivelmente por problemas pessoais, ou pelo seu estado de saúde, já que nunca demonstrou estar crente de sua  recuperação. Por estes fatores, a doença poderia ter avançado mais rapidamente.

## Títulos
Seleção Brasileira
- Campeonato Mundial Sub-20: 1985

Atlético Mineiro
- Campeonato Mineiro: 1989 e 1991

Internacional
- Campeonato Gaúcho: 1992
- Copa do Brasil: 1992

### Artilharias
- Campeonato Mundial Sub-20 de 1985 (3 gols; empatado com outros 6 jogadores)
- Divisão Especial do Campeonato Paulista de 1988
- Copa do Brasil de 1989 (7 gols), 1991 (6 gols) e 1992 (9 gols)